# Emma Darwin
Pour les articles homonymes, voir Wedgwood et Darwin.
Emma Darwin (née Wedgwood le 2 mai 1808 à Maer, dans le Staffordshire et décédée le 2 octobre 1896 à Bromley dans le Kent au Royaume-Uni) est l'épouse du naturaliste et paléontologue Charles Darwin.

## Biographie
Son père Josiah Wedgwood II est le frère de Susannah Wedgwood, mère de Charles Darwin.
Emma Wedgwood épouse en janvier 1839 son cousin germain.
Le couple a dix enfants :
- William Erasmus (27-12-1839 - 08-09-1914) mort à 73 ans
- Anne Elizabeth (02-03-1841 - 23-04-1851) morte à 10 ans
- Mary Eleanor (23-09-1842 - 16-10-1842) morte à 1 mois
- Henrietta Emma (25-09-1843 - 17-12-1929) morte à 86 ans
- l'astronome et mathématicien Sir George Howard (09-07-1845 - 07-12-1912) mort à 67 ans
- Elizabeth (08-07-1847 - ??-??-1926) morte à 79 ans
- le botaniste Sir Francis (16-08-1848 - 19-09-1925) mort à 76 ans
- le militaire, homme politique et économiste Leonard (15-01-1850 - 26-03-1943) mort à 93 ans
- l'ingénieur Horace (13-05-1851 - 29-09-1928) mort à 77 ans
- Charles Waring (06-12-1856 - 28-06-1858) mort à 1,5 an

Par ailleurs, Jessica Allen, tante maternelle d'Emma Darwin, épouse Jean de Sismondi en 1819. Emma est proche de l'historien et économiste suisse, et ce dernier visite la maison des Darwin lors de son dernier voyage en Angleterre, en 1840.

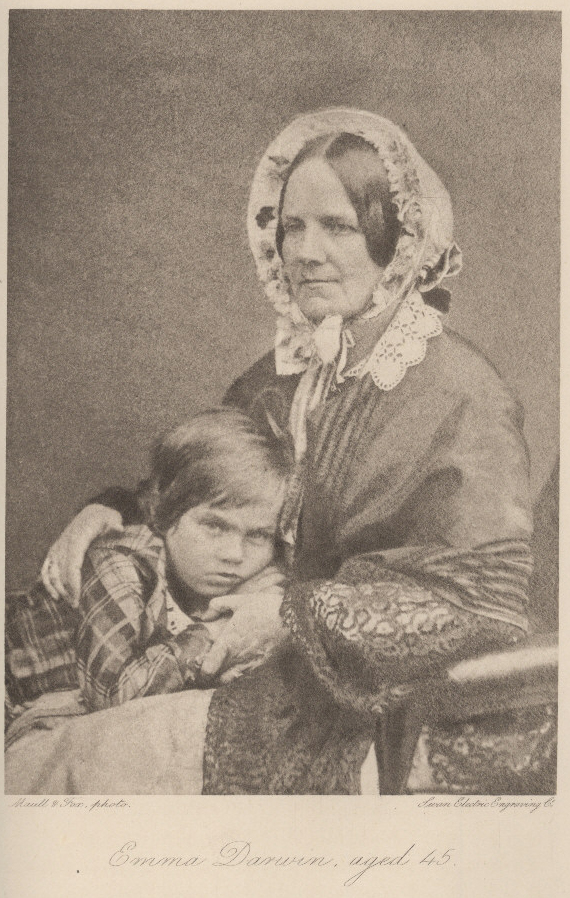
Emma avec son fils Leonard Darwin.